# アヤ・スミカ
アヤ・スミカ（Aya Sumika、1980年8月22日 - ）は、アメリカ合衆国の元女優、経営者。
フロリダ州マイアミ生まれ、ワシントン州シアトル育ち。出生時のフルネームは、アヤ・スミカ・コーニッグ（Aya Sumika Koenig）。母親が日本人（アメリカへの移民1世）で、父親がドイツ系アメリカ人である、日系アメリカ人。
ジュリアード音楽院でコンテンポラリー・バレエを専攻した。TVシリーズ『NUMBERS 天才数学者の事件ファイル』のFBI捜査官リズ・ワーナー役で知られる（シーズン3・2006年～）。
幼い頃からミュージカルなど舞台に出演し、高校から本格的にダンスを始めた。ニューヨークに移ってジュリアード学院に入学して以降、CMモデルをしながらバレエや演劇を学んだ。ロサンゼルスに移って間もなくTVシリーズ『Hawaii』に抜擢されたものの、番組が2ヶ月と持たずに打ち切られた（2004年9～10月）。同じ年、『The O.C.』にもエリンという小さな役で出演した（シーズン2）。雑誌広告にてビヨンセと共演したこともある。
『NUMBERS 天才数学者の事件ファイル』撮影中に高校時代からの恋人と結婚し、ドラマ終了後に女優業を引退。2010年に夫と共同でラッピングやリボンアクセサリー専門の会社"MIDORI"を立ち上げ、2012年に長女を出産した。